# Infraestructura hiperconvergente

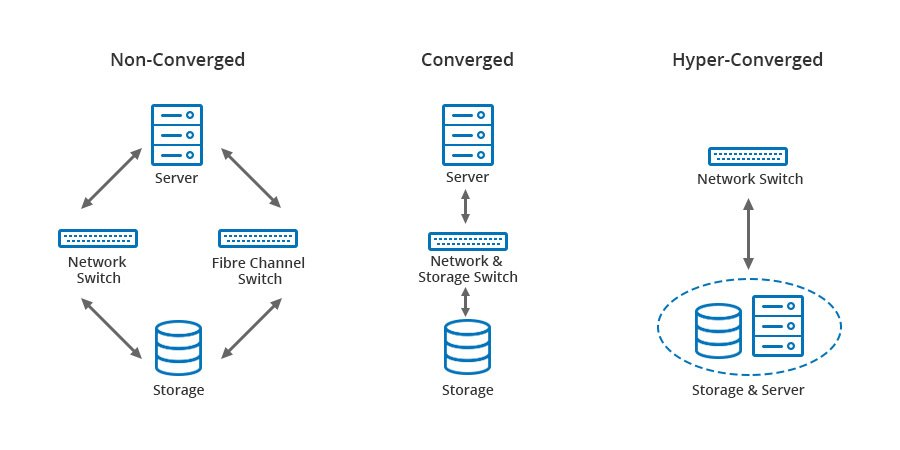
Diferencia entre almacenamiento en red no convergente, convergente e hiperconvergente.

La infraestructura hiperconvergente (HCI) es una infraestructura informática definida por software que virtualiza todos los elementos de los sistemas convencionales "definidos por hardware ". HCI incluye, como mínimo, computación virtualizada (un hipervisor), almacenamiento definido por software y redes virtualizadas (redes definidas por software). HCI suele ejecutarse en servidores comerciales listos para usar (COSE).

## Infraestructura convergente vs. Infraestructura hiperconvergente
- Infraestructura convergente: En este modelo, los componentes de hardware (servidores, almacenamiento, red) están preintegrados, pero cada uno sigue siendo una entidad física y requiere una gestión separada.
- Infraestructura Hiperconvergente (HCI): Aquí, tanto la red de área de almacenamiento como las abstracciones de almacenamiento se implementan de forma virtual en software, generalmente a través del hipervisor (el software que permite que múltiples sistemas operativos se ejecuten en un solo servidor físico).[1][3]

### Abstracciones de almacenamiento subyacentes
Las abstracciones de almacenamiento se refiere a cómo se gestionan y presentan los recursos de almacenamiento. En una infraestructura hiperconvergente, en lugar de depender de hardware específico para el almacenamiento (como en la infraestructura convergente), estas abstracciones se crean y gestionan a través de software.
Esto permite una mayor flexibilidad y escalabilidad, ya que el almacenamiento puede ajustarse dinámicamente a las necesidades de las aplicaciones. Además, facilita la gestión centralizada, ya que todos los recursos (servidores, almacenamiento, red) pueden ser controlados desde un único punto, el hipervisor.

### Gestión de recursos
En la HCI, como todo está definido y gestionado por software, es posible "federar" (o compartir) recursos entre diferentes instancias de infraestructura. Esto significa que los recursos no están fijos a un solo hardware, sino que pueden ser redistribuidos y utilizados de manera más eficiente según las necesidades del momento.

## Diseño
La hiperconvergencia evoluciona desde sistemas discretos definidos por software que se conectan y empaquetan juntos hacia un entorno definido puramente por software en el que todos los elementos funcionales se ejecutan en servidores comerciales listos para usar (COSE), con la convergencia de elementos habilitada por un hipervisor. Los sistemas HCI suelen estar formados por sistemas de servidor equipados con almacenamiento de conexión directa. HCI incluye la capacidad de agrupar sistemas similares. Todos los recursos físicos del centro de datos residen en una única plataforma administrativa para las capas de hardware y software. Se promovió la consolidación de todos los elementos funcionales a nivel de hipervisor, junto con la gestión de identidades federada, para mejorar las ineficiencias de los centros de datos y reducir el costo total de propiedad (TCO) de los centros de datos.  
El impacto potencial de la infraestructura hiperconvergente es que las empresas ya no necesitarán depender de sistemas informáticos y de almacenamiento diferentes, aunque todavía es demasiado pronto para demostrar que puede reemplazar las matrices de almacenamiento en todos los segmentos del mercado. Es probable que simplifique aún más la gestión y aumente las tasas de utilización de recursos cuando sea aplicable.